# Gösta Coyet
Gustaf (Gösta) Johan Coyet, född 5 augusti 1853 i Ekeby socken, Örebro län, död 1924, var en svensk godsägare och hovmarskalk. Han var son till kapten Gustaf August Coyet och friherrinnan Hedvig Lovisa Augusta Djurklou samt från 1884 gift med Henriette Coyet.

## Biografi
Coyet, som avlade agronomexamen på Ultuna 1876, var ägare av Torups slott i Skåne. Han blev tjänstgörande kammarjunkare 1881, kammarherre 1885 och hovmarskalk 1916. Han var ordförande i lokalförvaltningen för Staffanstorps och Klågerups sockerfabriker, vice ordförande i Malmö–Genarps Järnvägs AB och ordförande i Bara landskommuns kommunalstämma från 1879.

## Utmärkelser
- Kommendör av andra klassen av Nordstjärneorden, 18 december 1918.[4]
- Riddare av Nordstjärneorden, 1897.[5]
- Kommendör av andra klassen av Vasaorden, 6 juni 1910.[6]